# Буцериус-Кунстфорум
Буцериус-Кунстфорум (также Художественный форум Буцериуса; нем. Bucerius Kunst Forum) — международный художественный музей в центре Гамбурга. Поддерживается фондом «Zeit-Stiftung», основанным политиком и журналистом Гердом Буцериусом в 1971 году. Музей был открыт в 2002 году в здании бывшего банка на площади Ратхаусмаркт, с 2019 года расположен в соседнем здании. Проводит по четыре тематические или персональные выставки в год, демонстрируя произведения искусства от античности до современных работ.

## История
Художественный форум Буцериуса (Буцериус-Кунстфорум) был открыт в 2002 году в помещениях бывшего банка на площади Ратхаусмаркт, на углу Альтенской стены. Изначально он располагался на цокольном и подвальном этажах; в 2008 году его помещения были расширены за счет включения второго этажа. Само здание, внесенное в список памятников архитектуры, было построено в 1914 году для гамбургской штаб-квартиры Рейхсбанка: здание является частью масштабного комплекса. В связи с капитальной реконструкцией всего комплекса зданий у Альтенской стены, начатой в 2016 году, у музея появилась возможность переехать в новые помещения в крыле обновленного комплекса. Принимая около 200 000 посетителей в год, музей уже несколько лет испытывал недостаток в помещениях.
Музей заново открылся в июне 2019 года: за историческим фасадом были созданы четыре полностью переработанных этажа, предназначенных для демонстрации произведений искусства. Проект был разработан архитектурным бюро «Gerkan, Marg und Partner». Для таких мероприятий, как концерты, чтения, дискуссии, лекции или поэтические слэмы, на втором этаже были созданы зрительный зал и атриум.
Bucerius Kunst Forum в своей выставочной деятельности сотрудничает с музеями MoMA, Лувр и Тейт, а также — с Штеделевским художественным институтом и музеем Прадо. Большинство выставочных каталогов публикует издательство «Hirmer Verlag». Самой посещаемой выставкой стала экспозиция работ Фриды Кало, проходившая в 2006 году и привлекшая 190 000 зрителей.